# 間島和伸
間島和伸（ましま・かずのぶ）は日本の元ギタリスト、作曲家。GIZA studioに所属していた。

## 来歴
- 1998年 - 三好真美・誠の姉弟、松田明子、麻越さとみの4人によるrumania montevideoに加入。[1]
  - rumania montevideoでは、ギターを担当。
- 1999年4月14日 - rumania montevideoが、1stシングル「Still for your love」でメジャー・デビュー。
- 2000年 - rumania montevideoの三好姉弟を除いたメンバーで、RAMJET PULLEYを結成。[2]
  - RAMJET PULLEYでは、作曲とギターを担当。
- 2000年11月8日 - RAMJET PULLEYが、1stシングル「Hello...good bye」でメジャーデビュー。
- 2002年2月6日 - rumania montevideoが、3rdアルバム『MO' BETTER TRACKS』をもって、活動停止。
- 2003年1月29日 - RAMJET PULLEYが、2ndアルバム『It's a wonderful feeling』をもって、活動停止。
- 以降、2006年まで、他のビーイング系アーティストへの楽曲提供を継続していたが、その後、活動が見られず、現在は活動休止中。

## 作曲提供
- Launchers（原宿ロンチャーズ）「Hello...good bye」[3]
  - 作詞と作詞はRAMJET PULLEY版の「Hello...good bye」と同じ麻越と間島だが、RAMJET PULLEY版とLaunchers版とは歌詞が全く異なる。
  - 「Hello...good bye」はLaunchersの他、ももいろクローバー[4]、マジェスティックセブン（MJ7）（いずれもスターダストプロモーション所属のアイドルグループ）が、それぞれカバーをしている。
- 松橋未樹「destiny」
  - 読売テレビ制作・日本テレビ系列テレビアニメ『名探偵コナン』オープニングテーマ。RAMJET PULLEYの「destiny」のカバーである為、提供曲とされない場合もある。
  - 「destiny」は松橋未樹の他、愛内里菜&三枝夕夏[5]がカバーをしている。
- 三枝夕夏 IN db「I wish」
- 北原愛子「いつも」[6]「君の笑顔が好きだから」「Break down」「fly」「また会おうね」「シアワセニ☆」「AMORE MIO」

## レコーディング参加
コーラス
- the★tambourines「star」